# Edward Lawrie Tatum
Edward Lawrie Tatum (14 de diciembre de 1909-5 de noviembre de 1975) fue biólogo y químico estadounidense, galardonado con el Premio Nobel. Nació en Boulder, Colorado. Estudió Química, Biología y Microbiología en las universidades de Chicago y Wisconsin, su doctorado versó sobre nutrición y metabolismo de las bacterias. Posteriormente se trasladó a Utrecht, Países Bajos, para desarrollar una beca sobre Química Bacteriológica. En 1937 es destinado al Departamento de Ciencias Biológicas de la Universidad de Stanford y a partir de 1957 trabajó de profesor en el Instituto Rockefeller de Nueva York.
Los experimentos de George Wells Beadle y Edward Lawrie Tatum implicaban exponer el Moho Neurospora crassa a rayos X, causando mutaciones.Con esto, tenían como objetivo originar individuos mutantes incapaces de sintetizar determinados compuestos. Estos organismos defectuosos solo sobrevivían si se añadía al medio el compuesto correspondiente. Mediante métodos adecuados demostraron que los individuos mutantes tenían afectado un gen, y que eso impedía la formación de una enzima, la cual permitía la formación del compuesto incapaz de sintetizar. En varias series de experimentos, demostraron que esas mutaciones causaron cambios en las enzimas específicas implicadas en las rutas Metabólicas. Estos experimentos, publicados en 1941 los llevaron a proponer un vínculo directo entre los genes y las reacciones enzimáticas conocida como la hipótesis “Un gen, una enzima”.Según esta hipótesis, un gen contiene la información para que los aminoácidos se unan en un determinado orden y formen una enzima. Posteriormente se comprobó que la hipótesis podía hacerse extensiva a todas las proteínas y no solo las enzimas, y se reformuló como un gen-una proteína.
Recibió en 1958 el Premio Nobel de Fisiología o Medicina, que compartió con George Wells Beadle y Joshua Lederberg, por sus trabajos sobre los bloqueos metabólicos controlados por genes